# 황제교황주의

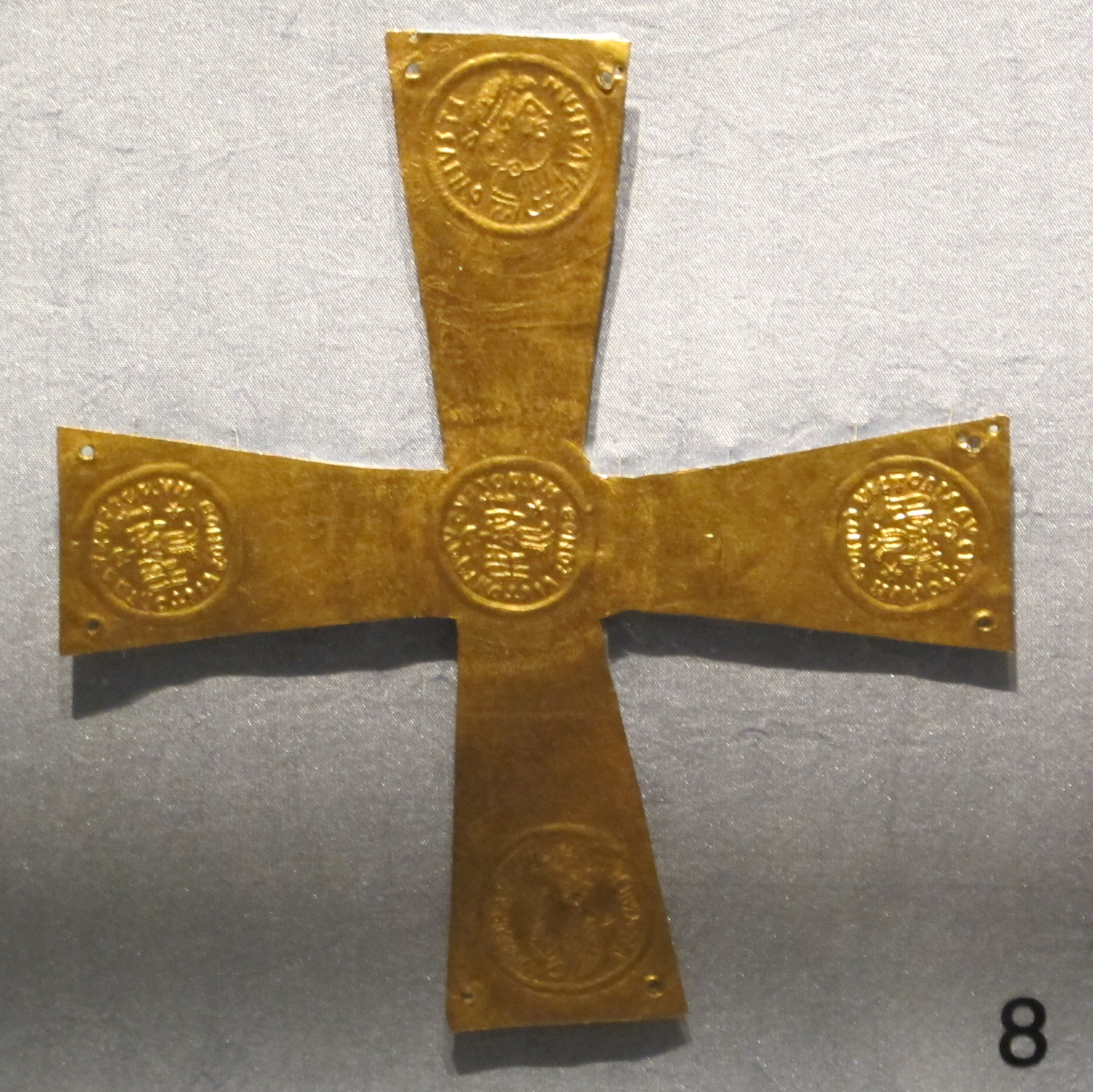
6세기 이탈리아에서 발견된 유스틴 황제 2세(Justin II, Emperor: 565-574) 시대의 황금 십자가, 구멍이 나 있다

황제교황주의(皇帝敎皇主義, 영어: caesaropapism)는 세속의 황제(국가원수)가 기독교의 수장보다 더 높은 권위를 가지는 것으로서 교회에 영향을 미치던 상태를 나타내기 위해서 근대에 들어서면서 만들어진 용어이다. 이 말은 보통 동로마 제국과 관련해서 많이 쓰이기는 하지만, 역사적으로 교회에 대해 초월적인 지배권을 가진 세속 권력자의 통치 체제를 가리킬 때 쓰이기도 한다. ‘Ceasaropapism’이라는 단어는 황제(세속의 권위)를 나타내는 ‘Caesar’와 교황(교회의 권위)을 나타내는 ‘Papa’를 조합해서 만든 말이다.

## 동방 교회

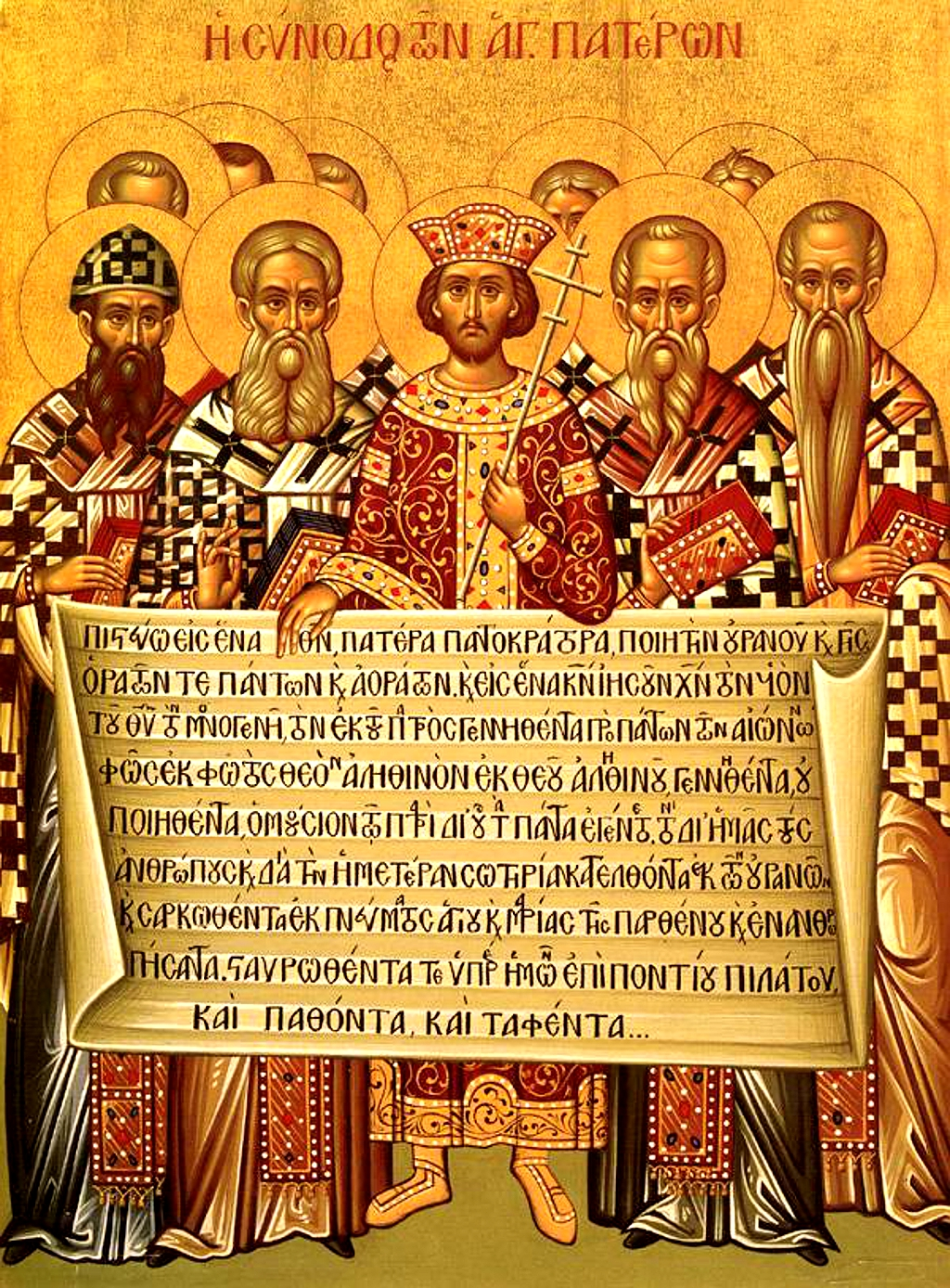
니케아 신경을 가지고 있는 로마의 황제 콘스탄티누스 (중앙)와 제1차 니케아 공의회의 주교들 (325)을 묘사한 이콘

황제교황주의의 대표적인 예는 330년 콘스탄티누폴리스 봉헌에서 10세기까지 동로마 제국의 황제(동로마 제국의 황제)가 콘스탄티누폴리스 교회와 동방 기독교에 대해 가졌던 권위를 말한다. 동로마 제국의 황제는 일반적으로 동방 교회를 보호하고, 세계 공의회를 주재하고, 총대주교들을 임명하고, 그들의 관할권에 대한 영토 경계선을 설정함으로써 행정을 관리했다. 황제는 교회 서열의 강력한 통제권을 행사했고, 콘스탄티누폴리스 총대주교는 황제의 승인이 없으면 직위를 유지할 수 없었다. 바실리스쿠스, 제논, 유스티니아누스 1세, 이라클리오스, 콘스탄스 2세와 같은 황제들은 교회 공의회의 중재 없이 단독으로 몇몇 엄격한 교회 칙령을 발표하거나, 공의회에 자신들의 정치적 영향력을 행사하여 칙령을 공표하였다. 칼리스토스 웨어 대주교에 따르면, 황제교황주의의 역사적 현실은 비잔티움 제국과 하느님 왕국의 혼란을 막고, 그리고 "하늘에 있는 하느님의 정부의 살아있는 상징을 여기에 세우려는" 비잔티움의 열성에서 비롯된다.
그러나 황제교황주의는 "비잔티움에서는 결코 용인되는 원칙이 되지 못했다." 콘스탄티누폴리스 총대주교 요한네스 크리소스토모스과 알렉산드리아 총대주교 아타나시오스와 같은 몇몇 동방교회 성직자들은 푸아티에의 힐라리오와 코르도바의 주교 호시우스와 같은 서방 신학자들처럼 교회에 대한 황제의 지배에 강하게 반대했다. 고백자 막시모스와 같은 성인들은 정교회에 대한 증인의 중요함으로 황제의 권력에 저항했다. 또한, 평신도, 수도사, 성직자인 교회의 사람들이 교회의 관습과 신념에 어긋나는 발명을 거부했기 때문에 황제의 칙령은 때때로 철회되어야 했다. 이러한 사건들은 교회에 대한 권력이 실제로는 황제에게만 있는 것이 아니라 교회 자체에 있었음을 보여준다.

## 같이 보기
- 교황황제주의(敎皇皇帝主義) - 교황(敎皇)을 지상(至上)으로 여기어 받들며 교권의 우위(優位)를 내세우는 주의(主義)를 말한다.